# Vol China Airlines 605
Le 4 novembre 1993, le Boeing 747-400 effectuant le vol China Airlines 605, un vol international régulier au départ de l'aéroport international Tchang Kaï-chek de Taipei à 6h30, et arrivant à l'aéroport international Kai Tak à Hong Kong à 7h00, est sorti de la piste et s'est écrasé dans les eaux du Victoria Harbour, lors de son atterrissage pendant le passage d'une tempête. 
On compte 23 blessés et aucune victime parmi les 396 occupants de l'appareil, qui subit des dégâts structuraux irréparables et est par la suite retiré du service. Il s'agit, à l'époque, du premier accident majeurs impliquant la perte d'un Boeing 747-400.

## Avion et équipage

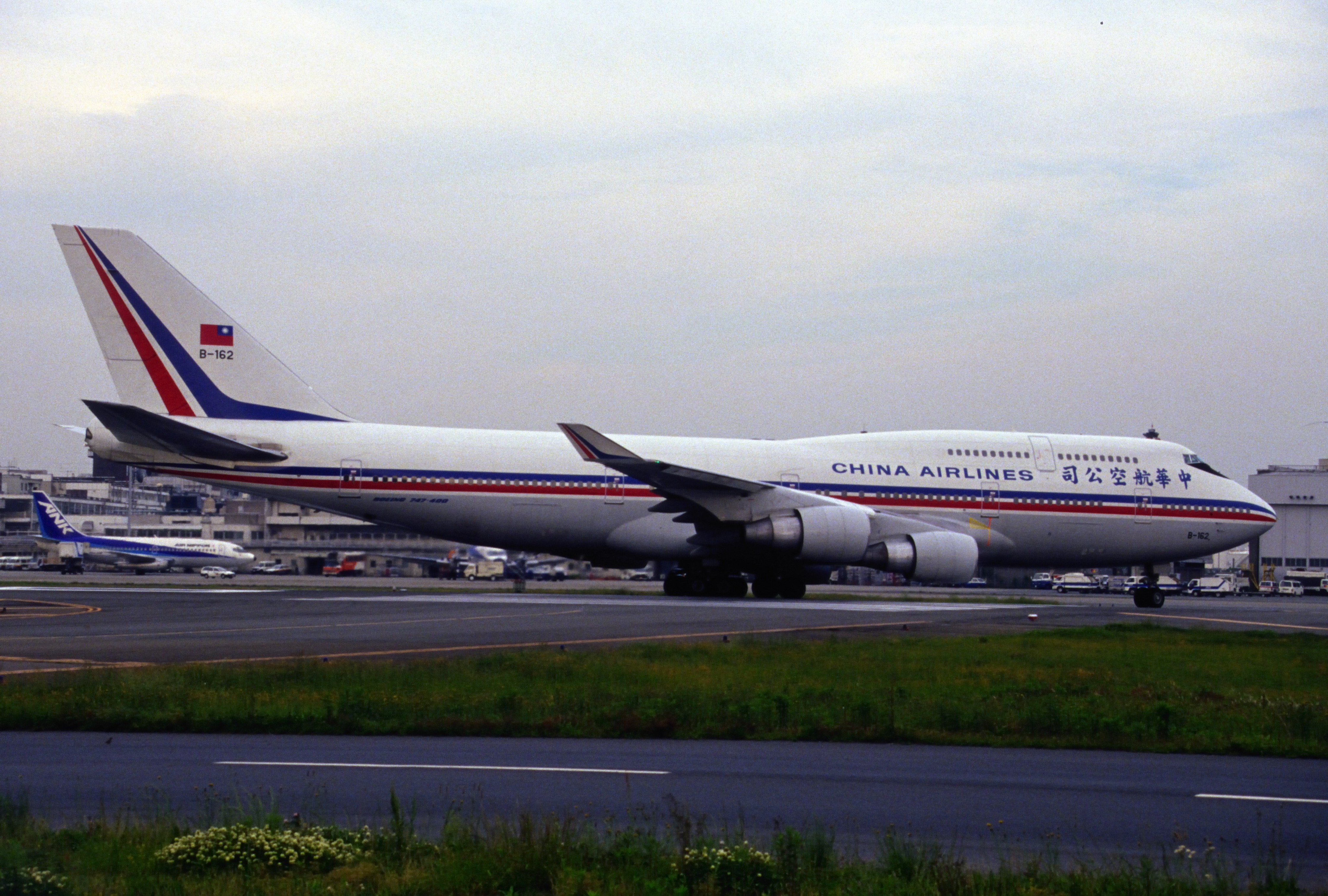
Un Boeing 747-409 de China Airlines, semblable à celui impliqué dans l'accident.

L'appareil impliqué est un Boeing 747-409 âgé de 5 mois, immatriculé B-165 et livré à China Airlines en juin 1993. Cet avion gros-porteur est propulsé par quatre turboréacteurs à double flux de type Pratt & Whitney PW4056 et n'a que 1 969 heures de vol à son actif et 359 cycles de vol (décollages/atterrissage) au moment de l'accident. 
Le commandant de bord (47 ans) avait auparavant servi dans la Force aérienne de la république de Chine et avait rejoint China Airlines en 1984. Il a commencé à piloter sur Boeing 747-200 en 1988, et a été promu commandant de bord sur 747-400 en 1990. Au moment de l'accident, il totalise 12 469 heures de vol, dont 3 559 heures sur Boeing 747. 
Le copilote (37 ans) a rejoint la compagnie aérienne en 1992, après avoir servi dans l'Armée de la république de Chine. Au moment de l'accident, il totalise 5 705 heures de vol, dont seulement 953 sur Boeing 747.

## Accident

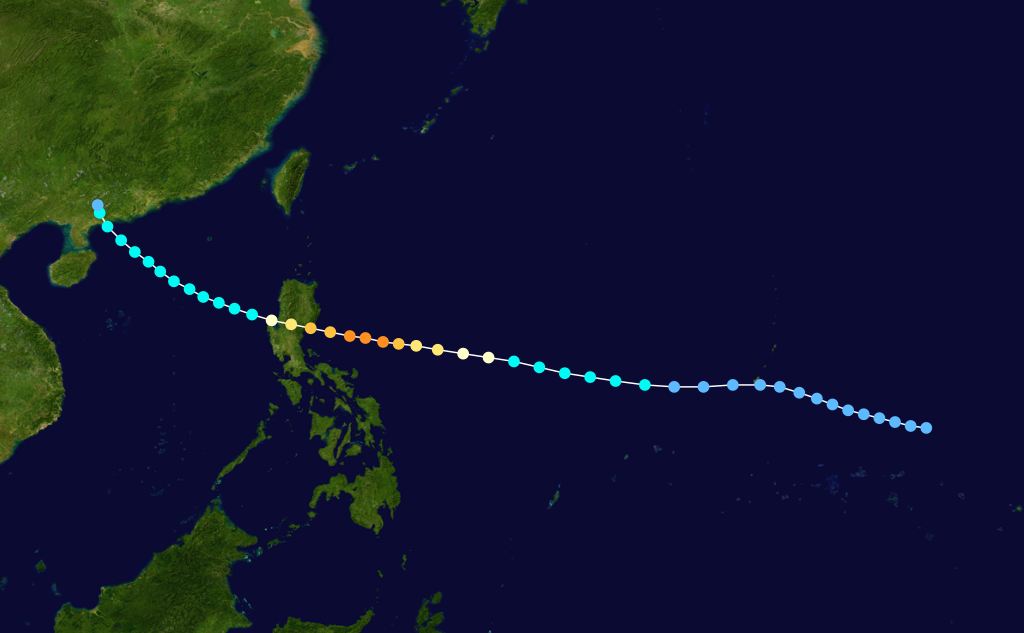
Trajectoire du typhon Ira

Lors de l'atterrissage à Hong Kong, le vol 605 a atterri à plus de 2 100 pieds (640 m) au-delà du seuil de la piste, à une vitesse de 150 nœuds (280 km/h), après avoir effectuer une approche ILS sur la piste 13 de l'aéroport international Kai Tak. Le typhon Ira (en), qui frappe alors la région de Hong Kong, générant un vent de travers de 20 nœuds (37 km/h) sur les pistes, avec des rafales à 38 nœuds (70 km/h).
L'équipage a reçu plusieurs avertissements concernant la présence de cisaillement du vent, et ont également observé de nombreux écarts dans la trajectoire de descente, ainsi que de graves fluctuations de la vitesse au cours des dernières minutes avant l'atterrissage. Le commandant de bord, qui est le pilote aux commandes, a déconnecté le pilote automatique et a commencé à piloter l'avion manuellement. Il a également débranché l'automanette car il n'était pas satisfait des performances des moteurs de l'avion. 
Après l'atterrissage, le copilote a alors pris les commandes et a tenté de maintenir l'avion sur l'axe de piste. Cependant, les manœuvres du copilote pour maintenir la trajectoire furent trop brusques, et le commandant fut obligé de l'aider. Pendant ce temps, le commandant de bord a augmenté par inadvertance la puissance des moteurs, plutôt que d'activer les  inverseurs de poussée. L'autobrake a été uniquement réglés au niveau deux, puis a été éteints quelques secondes après l'atterrissage en raison de l'augmentation de la puissance des moteurs. Les aérofreins ont été brièvement sortis, puis rétractés, également en raison de l'augmentation de la puissance. Cela a fait perdre de l'adhérence au train d'atterrissage du 747, rendant le système de freinage inefficace, jusqu'à ce que les aérofreins soient à nouveau déployés. Lorsque le copilote a finalement remarqué que l'autobrake étaient désarmés et que les inverseurs de poussée n'étaient pas déployés, le commandant de bord a immédiatement appliqué le freinage manuel et l'inversion de poussée.
Le commandant de bord a délibérément fait tourné l'avion vers la gauche, lorsqu'il s'est rendu compte que l'avion allait sortir de la piste et heurter le système de balisage d'approche (ALS) de la piste 31. Cette action a fait glisser l'avion sur lui-même, en déviant vers le côté gauche de la piste. L’avion s’est finalement immobilisé dans des eaux peu profondes du Victoria Harbour, avec un cap de près de 180 degrés par rapport à la piste 13.
Immédiatement après que l'avion s'est immobilisé dans les eaux du ports, les membres de l'équipage ont veillé à ce que tous les passagers enfilent un gilet de sauvetage et évacuent l'avion vers huit des dix sorties de secours du pont principal. Ces sorties (comme sur tous les 747) sont équipées de toboggans/radeaux d'évacuation gonflables pour les amerrissages d'urgence. La cabine des passagers est restée complètement hors de l'eau pendant l'évacuation, bien que la section arrière fut finalement immergés. Des dommages supplémentaires au nez et à la cabine de première classe ont également été constatés. Il y a eu seulement 23 blessés légers parmi les 374 passagers et 22 membres d'équipage présent à bord.

## Enquête
L'enquête a révélé que la cause principale de cet accident est l'incapacité du commandant de bord à lancer la procédure standard d'approche interrompue, lorsqu'il a observé de fortes fluctuations de vitesse de l'avion, combinées aux alertes de cisaillement du vent et aux écarts de trajectoire pendant la descente. 
On a également constaté que le copilote n'était pas suffisamment expérimenté pour piloter l'avion lors d'un atterrissage par vent de travers. China Airlines a également été critiquée pour ne pas avoir, dans ses manuels de formations, une procédure d'atterrissage par vent de travers claire pour pouvoir aider les équipages. L'enquête a recommandé à la compagnie aérienne de réviser ses manuels et ses procédures de formation des pilotes.

## Conséquences

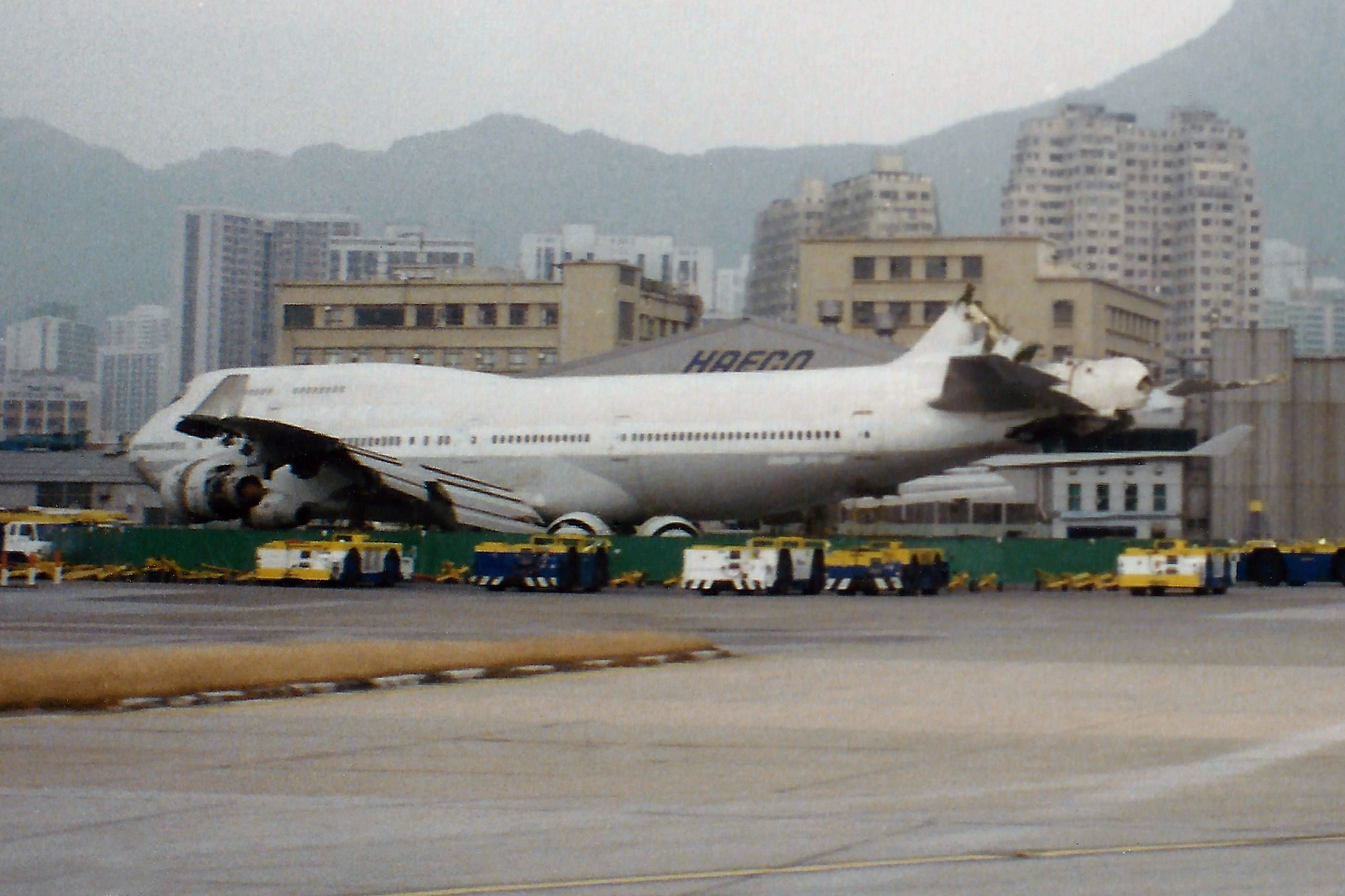
L'épave du 747 du vol 605, ici photographié quelques jours après l'accident.

L'appareil a été retiré du service après l'accident. Étant donné que le stabilisateur vertical du 747 interférait avec la précision des signaux émanant du système d'atterrissage aux instruments de la piste 31, permettant aux avions d'effectuer des approches ILS en toute sécurité chaque fois que les vents imposaient l'utilisation de la piste 31, il a été retiré de l'épave avec de la dynamite peu de temps après l'accident. 
Après l'accident, l'avion a été stocké à proximité du bâtiment HAECO pour être utilisé dans le cadre des exercices de lutte contre les incendies.